# Stefan Łętkowski
Stefan Łętkowski herbu Jastrzębiec – chorąży inowłodzki w latach 1731-1735, stolnik inowłodzki w latach 1730-1731.
Jako poseł na sejm konwokacyjny 1733 roku z województwa łęczyckiego był członkiem konfederacji generalnej zawiązanej 27 kwietnia 1733 roku na tym sejmie.